# Plator dazhonghua
Espèce
Plator dazhonghua est une espèce d'araignées aranéomorphes de la famille des Trochanteriidae.

## Distribution
Cette espèce est endémique du Sichuan en Chine. Elle se rencontre vers Zhubalong.

## Description
Le mâle holotype mesure 6,34 mm et la femelle paratype 10,38 mm

## Publication originale
- Lin & Li, 2020 : Taxonomic studies on six species of the genus Plator (Araneae: Trochanteriidae) from China. Zoological Systematics, vol. 45, no 1, p. 24-39.